# オ・ハヨン
オ・ハヨン(漢字: 呉夏栄、ハングル: 오하영、 Oh Ha-young、1996年7月19日 - )は、大韓民国ソウル特別市出身の歌手、女優。女性グループApinkのサブボーカル担当である。

## 人物

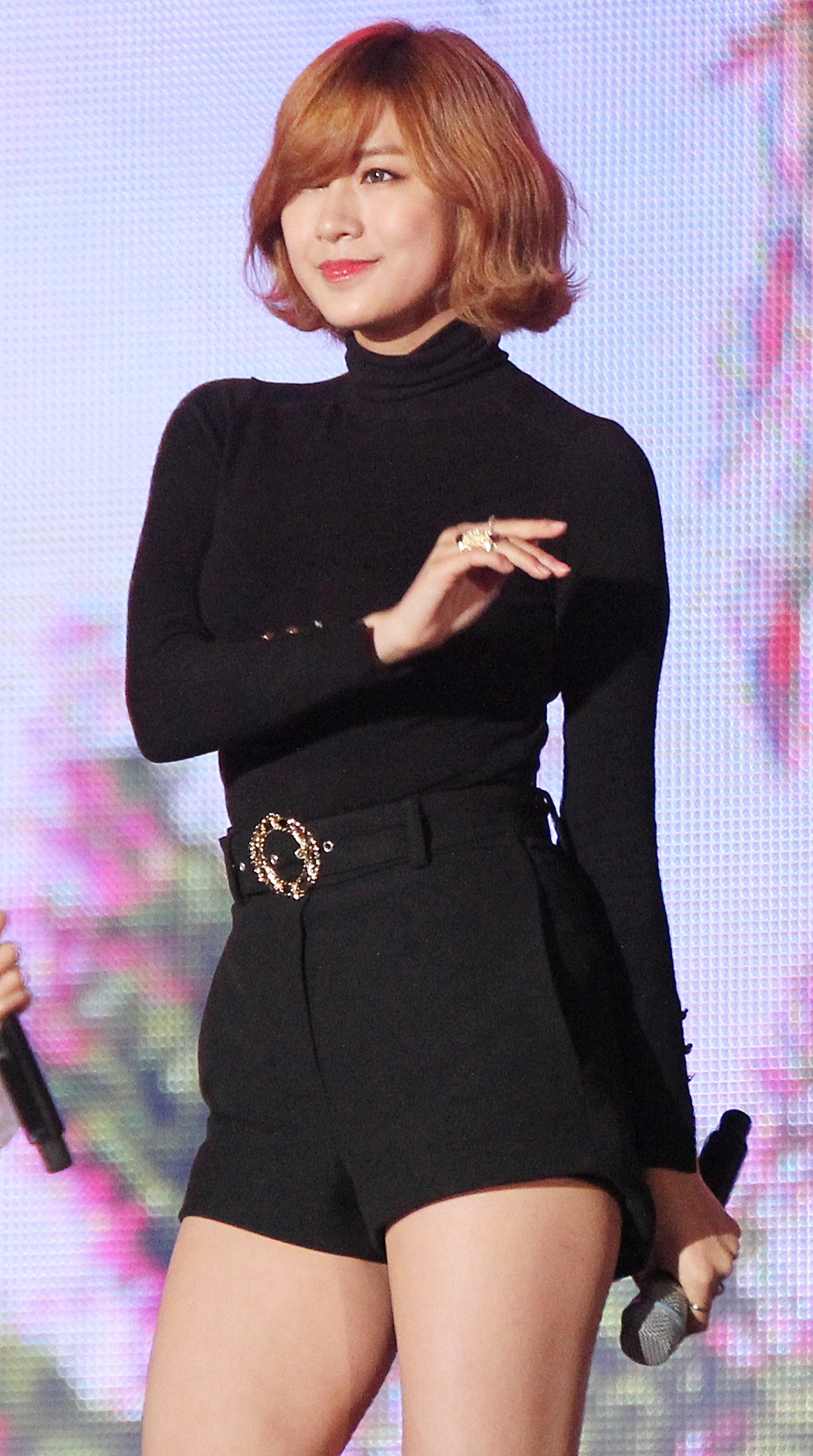
KBS Music Bank Incheon Airport Sky Festival(2015)

Apinkの中では最年少の末っ子であるが、大人っぽい顔立ちで身長169cmとメンバーの中で一番背が高い。
1日に10時間ゲームをするほど、アイドルの中でもトップクラスのゲーマーである。好きなゲームとしてはオーバーウォッチやサドンアタックを挙げている。ゲーム番組のMCやゲームの広告モデルを務めたりしている。
Red Velvetのジョイ、GFRIENDのイェリンとは高校の同級生であり親友で、2019年のKBS歌謡大祝祭では3人で「オジョンパクハプ」というユニットを組みコラボステージを披露した。
韓国のYouTuberである꿀꿀선아 (Suna ASMR)と親交があり、ハヨンがSuna ASMRの動画を見ている事によって実現したコラボ動画がきっかけである。双方のチャンネルでの出演回数は2回以上に及ぶ。

## 経歴
1996年、一人っ子として生まれる。
ソウル特別市陽川区所在の新月中学校1学年在学中、オーディションに合格し練習生となった。
2011年にA Pinkの一員としてデビュー。
2012年2月に中学校を卒業した後にソウル公演芸術高等学校に入学、2015年2月に卒業した。
2017年、『彼女を探して』に主演し、女優デビューを果たす。この作品は海外に向けて制作された朝鮮語学習ドラマで、KBS WORLDチャンネルを通じて世界約100ヶ国に放送された。
2019年8月、ソロアルバム『OH!』をリリースし、Apinkのメンバーではチョン・ウンジに続き二人目のソロデビューを果たした。
2020年5月28日、個人YouTubeチャンネル『OHHHABBANG』を開設した。
2023年4月28日、デビュー以来所属した事務所を離れて、メンバーのパク・チョロン、ユン・ボミ、キム・ナムジュと共にCHOI CREATIVE LABに移籍し、Apinkとしての活動は継続されることが発表された。

## アルバム

### ソロ ミニアルバム
- OH!（2019年8月21日）

### 作詞
- Apink
  - 『Pink MEMORY』「What A Boys Wants」
  - 『Dear』「その春の日、この秋」

## 出演

### ミュージックビデオ
- 2010年 BEAST 「Beautiful」
- 2013年 ホ・ガク 「1440」
- 2013年 シン・ボラ 「꽁꽁」（→カチカチ）

### バラエテイ
- 2011年 Trend E - Apink News Season 1
- 2011年 Trend E - Apink News Season 2
- 2012年 Trend E - Apink News Season 3
- 2014年 SBS 일요일이 좋다 - 런닝맨 
（→日曜日がいい - Running Man） (特別出演)
- 2014年 MBC every1 에이핑크의 쇼타임 （→Apink's SHOWTIME）
- 2015年 KBS 2TV 대국민 토크쇼 안녕하세요 
（→国民トークショー アニョハセヨ）
- 2015年 SBS Plus 날씬한 도시락 
（→スリムなお弁当） Slimmy Lunch Box
- 2015年 KBS 2TV 1박2일 （→一泊2日）
- 2016년 MBC every1 주간 아이돌 
（→週刊アイドル）
- 2016년 SBS 정글의 법칙 in 파푸아뉴기니 
（→ジャングルの法則 in パプアニューギニア）
- 2016년 ネイバーTVキャスト 익스트림 어드벤처  
（→エクストリーム アドベンチャー）

### ドラマ
- 2017年 KBS 2TV ウェブドラマ 그녀를 찾아줘 （→彼女を探してくれ） - コ・ハヨン)役
- 2018年 NaverTV ウェブドラマ 사랑, 기억에 머물다 （→愛、時間に留まる） - ユ・ハリ)役
- 2021年 ウェブドラマ 恋愛始発.（点）- チェ・スヨン役[14]